# ヤマウズラと籠手のある静物

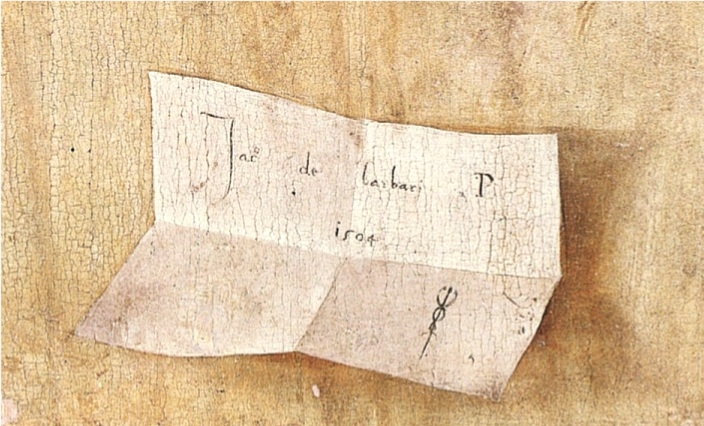
ヤコポ・デ・バルバリ (の署名)、1504年 (の制作年)、およびケーリュケイオンのある紙片

『ヤマウズラと籠手のある静物』（ヤマウズラとこてのあるせいぶつ、英:Still-Life with Partridge and Gauntlets）は、イタリアのルネサンス期の画家、ヤコポ・デ・バルバリによる1504年の絵画である。菩提樹の板上に油彩で描かれ、52 cm × 42.5 cm (20.5 in × 16.7 in) の大きさである。ヨーロッパで制作された静物画として最も早い作例の1つであると考えられる。これより少し後に、アルブレヒト・デューラーとルーカス・クラナッハが水彩で静物を描いている。本作はまた、古代以降最初のトロンプ・ルイユの絵画の1つであると考えられている。作品はミュンヘンのアルテ・ピナコテークに所蔵されている。
本作は、2つの鉄の籠手と、籠手を貫通する弩弓（どきゅう）とともに死んだ灰色のヤマウズラを描いている。それらは木製のテーブルの上にあるか、木製の壁に釘から吊り下げられているように見える。右下には、制作年と画家の署名が書かれた紙切れと、ヤコポ・デ・バルバリが使用したシンボルであるケーリュケイオンの絵がある。菩提樹の板に描かれ、背景は木目を模倣して描かれている。この板絵は肖像画の裏面、または蝶番（ちょうつがい）付きのカバーとして、または狩猟室の娯楽的な装飾として制作されたのかもしれない。作品はアルテ・ピナコテークに所蔵されているが、 1804年から主レスハイム城にあったバイエルン州の絵画コレクションにあり、それ以前は少なくとも1764年からノイブルク城に収蔵されていた。
大英博物館にはハンス・スローン卿のコレクションに由来する、同じく1504年のヤコポ・デ・バルバリによる死んだ灰色のヤマウズラの同様の素描がある。

## 関連作品
- 『二人のヴェネツィアの女性』、ヴィットーレ・カルパッチョによる1490年の絵画で、背面にトロンプ・ルイユのレターラックが描かれている。古代以来最初のトロンプ・ルイユの絵画のもう1つの作例である。